# Johann Christoph Gatterer
Johann Christoph Gatterer (13 juli 1727 – 5 april 1799) was een Duits historicus.
Gatterer studeerde vanaf 1747 theologie, oriëntalistiek, filosofie en wiskunde aan de Universiteit van Altdorf, waar hij onder invloed van Johann Heumann von Teutschenbrunn (1711-1760) zijn interesse voor geschiedenis opdeed. In 1752 werd hij leraar geografie en geschiedenis op het gymnasium in Neurenberg. In 1756 werd hij aangesteld als professor rijksgeschiedenis en diplomatie aan het Aegidianum.
In 1759 werd hij benoemd tot professor geschiedenis aan de Universiteit van Göttingen waar hij veertig bleef. Daar richtte hij in 1764 de Historische Akademie op, vanaf 1766 het Historisches Institut geheten. In navolging van zijn voorganger Johann David Köhler (1684-1755) legde hij de nadruk om te komen tot een historiografische methodologie. Voor hem waren hulpwetenschappen als chronologie, geografie, numismatiek, heraldiek, genealogie, diplomatiek en statistiek de basis om tot geschiedschrijving te komen. Hij publiceerde op dat gebied onder meer Abriss der Heraldik oder Wappenkunde in 1774, Abriß der Chronologie in 1777, Abriß der Genealogie in 1788 en Abriss der Diplomatik in 1798.
Van groot belang achtte hij ook het onderzoek naar origineel bronmateriaal. Daartoe experimenteerde hij korte tijd met Seminars of werkcolleges waarbij zijn studenten dit onderzoek werd bijgebracht, maar dit hield maar korte tijd stand. Pas onder Leopold von Ranke (1795-1886) werd dit een vast onderdeel van de studie.
Daarnaast poogde Gatterer dit alles te verbinden in een universele geschiedenis en publiceerde op dat vlak onder meer Abriss der Universalhistorie in 1765 en Einleitung in die synchronistische Universalhistorie in 1771. Hierbij heeft hij niet alleen aandacht voor politieke geschiedenis, maar ook voor zaken als landbouw, handel, kunst, wetenschap, religie en instituties.
Ten tijde van de verlichting in de jaren 1760 en 1770 was hij de bekendste Duitse historicus en geldt dan ook als belangrijkste voorbeeld van de Duitse verlichtingshistoricus. In 1776 werd hij toegelaten tot het Gesellschaft der Wissenschaften zu Göttingen. 
Hij trouwde in 1753 met Helene Barbara Schubart en kreeg met haar elf kinderen, waaronder dichter Philippine Engelhard en hoogleraar Christoph Wilhelm Gatterer.